# 加里·舒斯特
加里·本杰明·舒斯特（Gary Benjamin Schuster，1946年8月6日出生），美国化学家。1994年成为佐治亚理工理学院教务长和生物化学教授，2006年任院长。2008年8月1日至2009年4月1日任佐治亚理工临时校长。